# سیارک ۳۳۵۸
سیارک ۳۳۵۸ (به انگلیسی: 3358 Anikushin، نامگذاری:1978RX) سه هزار و سیصد و پنجاه و هشتمین سیارک کشف شده‌است که در ۱ سپتامبر ۱۹۷۸ کشف شد.
قدر مطلق سیارک برابر ۱۲٫۳۰ است.